# Monistrol-d'Allier

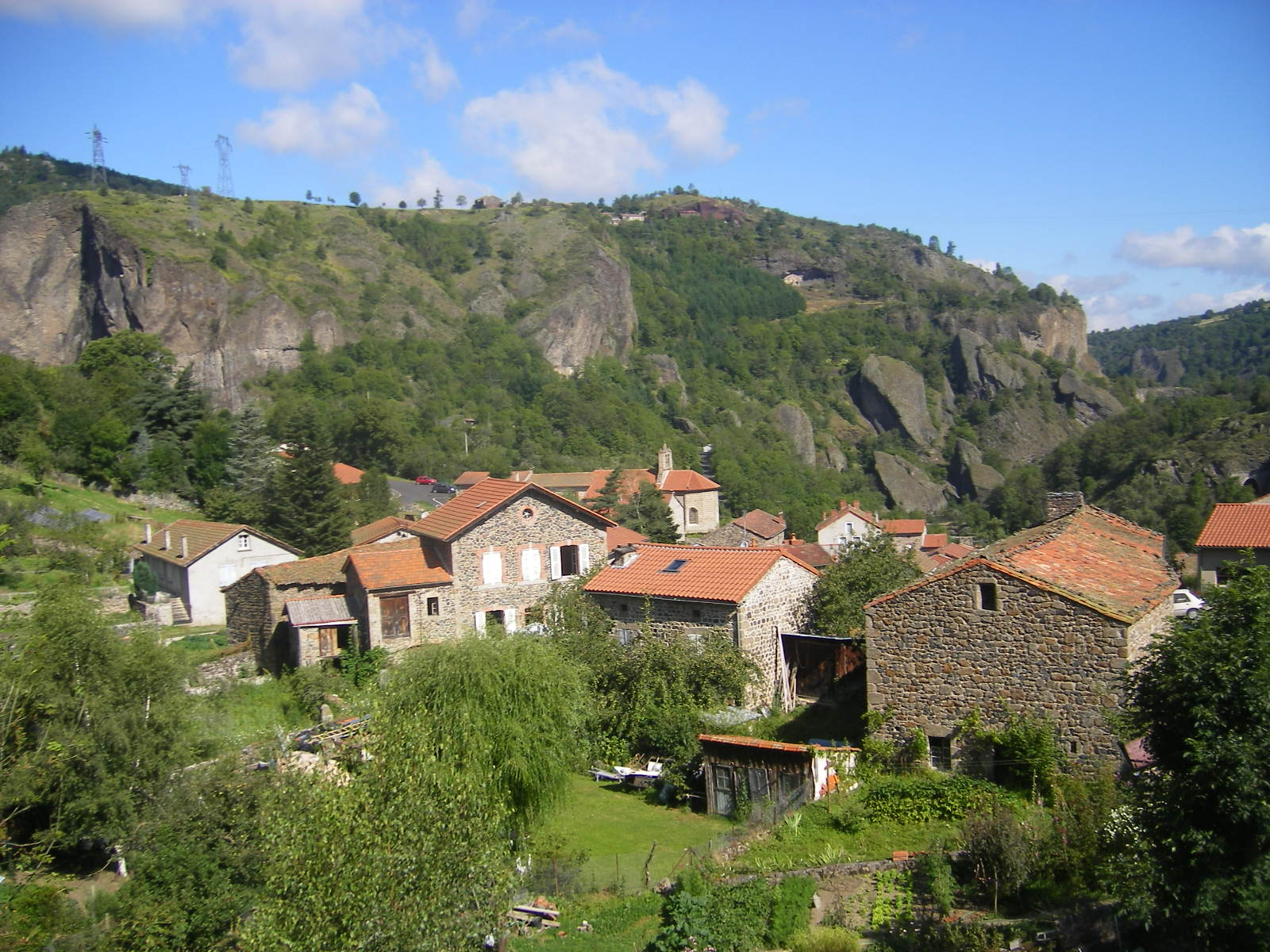

Monistrol-d'Allier là một xã thuộc tỉnh Haute-Loire trong vùng Auvergne-Rhône-Alpes ở nam trung bộ nước Pháp. Khu vực này có độ cao từ 551-1074 mét trên mực nước biển. Theo điều tra dân số năm 1999 của INSEE có dân số 219 người.